# Tĩnh mạch tim nhỏ
Tĩnh mạch tim nhỏ, còn được gọi là tĩnh mạch vành phải (tiếng Anh: small cardiac vein, right coronary vein), là tĩnh mạch vành dẫn máu các phần của tâm nhĩ phải và tâm thất phải của tim. Mặc dù có kích thước "nhỏ", nhưng đây là một trong những mạch dẫn lưu máu chính của tim.

## Giải phẫu học

### Đường đi
Tĩnh mạch tim nhỏ chạy trong rãnh vành, giữa tâm nhĩ phải và tâm thất phải và đổ vào cực phải của xoang vành.

### Nhận máu
Tĩnh mạch tim nhỏ nhận máu từ phần sau của tâm nhĩ phải và tâm thất phải.

### Biến thể
Tĩnh mạch tim nhỏ có thể đổ vào xoang vành, tâm nhĩ phải hoặc tĩnh mạch tim giữa. Có trường hợp không có tĩnh mạch này.